# Туркевич Михайло Миколайович
о. Туркевич Михайло Миколайович (1877 — 1957, Пониковиця) — український галицький релігійний діяч, греко-католицький священник. Багаторічний парох села Поникви (1909—1944). Підкамінський декан УГКЦ.

## Життєпис
Батько — о. Микола Туркевич (пом. 1895), парох села Кореличів. Висвячений на священника в 1900 році. Працював на парафіях в селах Тисів (1900—1903, приватний сотрудник), Сухоріччя (парох, 1903—1909) та Пониква — з 1909 року, у 1924—1925 роках душпастирював також в селі Суходолах. З 1921 року був деканом Підкамінського деканату.
Михайло Туркевич — герой оповідання своєї небоги Марії-Анни Голод «Як Михайло з духами розмовляв», в якому авторка стверджувала, що він володів даром ясновидіння, спілкувався з душами померлих.
Помер 1957 року у с. Пониковиці, де й похований.